# レイモン・コパ
レイモン・コパゼフスキー（Raymond Kopaszewski、1931年10月13日 - 2017年3月3日）は、フランス出身のサッカー選手。ポーランド系。ポジションはFW、MF。愛称はナポレオン。
1950〜60年代のフランスサッカー界のスター選手であり、フランス人サッカー選手として初めてレジオンドヌール勲章を受章した。

## 経歴

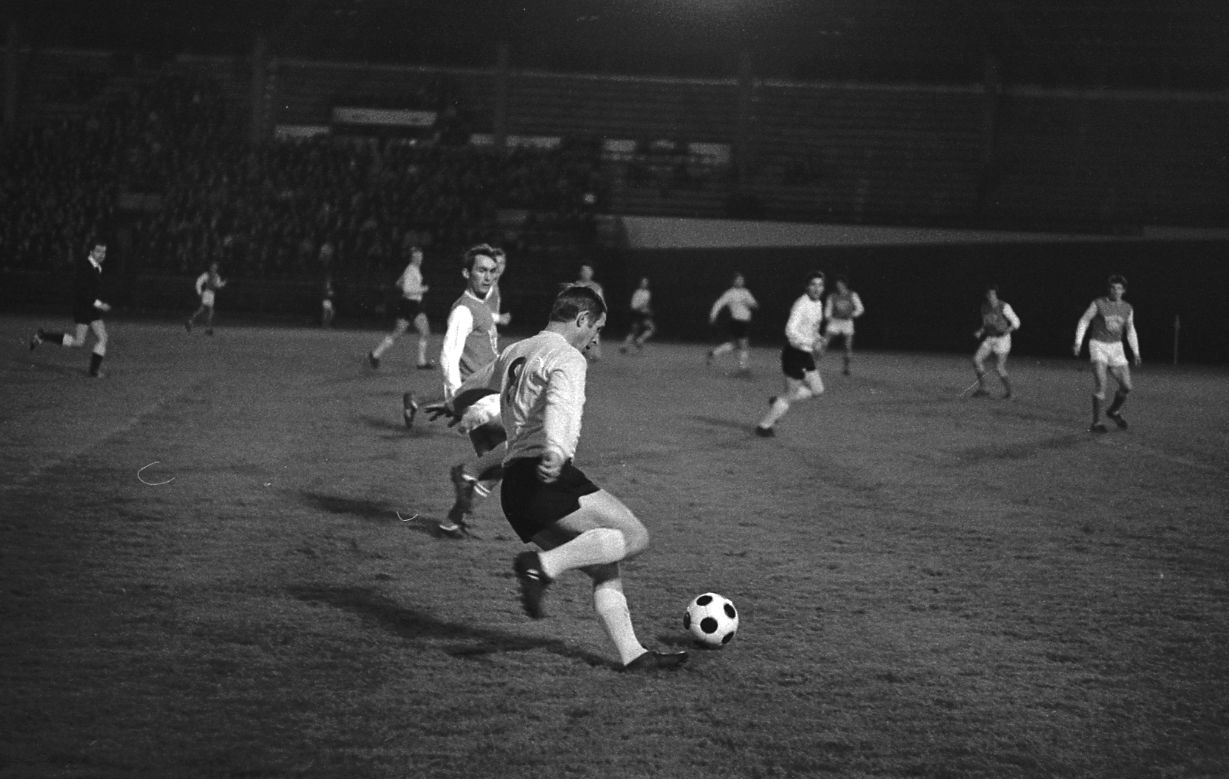
レイモン・コパ（1969年）

ヌー・レ・ミーヌに生まれ、炭鉱での労働と平行して地元のクラブであるUSヌー・レ・ミーヌに加入した。その後、炭坑事故で指を1本失ったことにより炭坑での仕事を終えることになった。
全国大会で2位となったことにより、1949年にリーグ・ドゥ所属のアンジェSCOとプロ契約。1951年に移籍金180万フランでスタッド・ランスに移籍し、そこで2度のリーグ・アン優勝を成し遂げる。1952年10月5日の西ドイツ戦で、フランス代表としてもデビューした。1956年チャンピオンズカップ決勝戦でレアル・マドリードと対戦。3-4のスコアで敗れたが、その活躍がレアル・マドリードの首脳陣の目に留まった。翌シーズン、アルフレッド・ディ・ステファノがスペイン国籍を取得したことによってレアル・マドリードの外国人枠に空きができ、同クラブへと移籍。デビュー戦でもある10月に行われたFCソショーとの親善試合では、14-1という結果を残した。その後もディ・ステファノらと共に黄金時代を築き上げ、所属年度すべてでチャンピオンズカップを優勝、リーグ優勝を2度経験した。
1958年、ジュスト・フォンテーヌらと共に出場したワールドカップ・スウェーデン大会で、フランス代表はペレ、ガリンシャなどを擁するブラジル代表に敗れ3位に終わったものの、コパは3得点、最多アシストを記録。同年その活躍が認められバロンドールを受賞した。
1959年にスタッド・ランスに戻り、復帰後初シーズンとなった1959-60シーズンを含む2度リーグ優勝を果たした。コパ自身も1959年のバロンドールでディ・ステファノに次ぐ2位になり、1960年にはフランス年間最優秀選手賞を受賞するなど高い評価を受けた。しかし、1963-64シーズンには17位でリーグを終えてリーグ・ドゥ降格を経験した。1966-67シーズンに再びトップリーグへ昇格し、シーズン終了後に現役を引退した。
1999年、ワールドサッカー誌の20世紀の偉大なサッカー選手100人で91位に、2004年3月にはペレが選ぶ偉大なサッカー選手100人に選出された。2010年には、ディ・ステファノ、ボビー・チャールトン、エウゼビオに次いで4人目となるUEFA会長賞を受賞した。
2017年3月3日、スタッド・ランスとレアル・マドリードは、公式サイト上にてレイモン・コパの死去を発表した。85歳没。

## 成績

### クラブ成績
| シーズン               | クラブ                 | 国内リーグ               | 国内リーグ | 国内リーグ | 国内カップ | 国内カップ | 国際カップ | 国際カップ | 通算   | 通算   |
| シーズン               | クラブ                 | 所属リーグ               | 試合数     | 得点数     | 試合数     | 得点数     | 試合数     | 得点数     | 試合数 | 得点数 |
| ---------------------- | ---------------------- | ------------------------ | ---------- | ---------- | ---------- | ---------- | ---------- | ---------- | ------ | ------ |
| 1949-50                | アンジェ               | リーグ・ドゥ             | 30         | 7          | -          | -          | -          | -          | 30     | 7      |
| 1950-51                | アンジェ               | リーグ・ドゥ             | 30         | 8          | -          | -          | -          | -          | 30     | 8      |
| アンジェSCO通算        | アンジェSCO通算        | アンジェSCO通算          | 60         | 15         | -          | -          | -          | -          | 60     | 15     |
| 1951-52                | ランス                 | リーグ・アン             | 33         | 8          | -          | -          | -          | -          | 33     | 8      |
| 1952-53                | ランス                 | リーグ・アン             | 33         | 13         | 1          | 0          | -          | -          | 34     | 13     |
| 1953-54                | ランス                 | リーグ・アン             | 31         | 11         | 4          | 2          | -          | -          | 35     | 13     |
| 1954-55                | ランス                 | リーグ・アン             | 31         | 11         | 4          | 0          | -          | -          | 35     | 11     |
| 1955-56                | ランス                 | リーグ・アン             | 30         | 5          | 5          | 4          | 7          | 0          | 42     | 9      |
| 1956-57                | レアル・マドリード     | プリメーラ・ディビシオン | 22         | 6          | 0          | 0          | 8          | 2          | 30     | 8      |
| 1957-58                | レアル・マドリード     | プリメーラ・ディビシオン | 27         | 8          | 0          | 0          | 7          | 3          | 34     | 11     |
| 1958-59                | レアル・マドリード     | プリメーラ・ディビシオン | 30         | 10         | 0          | 0          | 7          | 1          | 37     | 11     |
| レアル・マドリード通算 | レアル・マドリード通算 | レアル・マドリード通算   | 79         | 24         | 0          | 0          | 22         | 6          | 101    | 30     |
| 1959-60                | ランス                 | リーグ・アン             | 36         | 14         | 5          | 1          | -          | -          | 41     | 15     |
| 1960-61                | ランス                 | リーグ・アン             | 30         | 5          | 5          | 2          | 1          | 0          | 36     | 7      |
| 1961-62                | ランス                 | リーグ・アン             | 30         | 2          | 5          | 0          | -          | -          | 35     | 2      |
| 1962-63                | ランス                 | リーグ・アン             | 34         | 1          | 5          | 2          | 4          | 2          | 43     | 5      |
| 1963-64                | ランス                 | リーグ・アン             | 25         | 5          | 4          | 0          | -          | -          | 29     | 5      |
| 1964-65                | ランス                 | リーグ・ドゥ             | 29         | 3          | 2          | 0          | -          | -          | 31     | 3      |
| 1965-66                | ランス                 | リーグ・ドゥ             | 27         | 3          | 6          | 1          | -          | -          | 33     | 4      |
| 1966-67                | ランス                 | リーグ・アン             | 33         | 3          | 3          | 1          | -          | -          | 36     | 4      |
| スタッド・ランス通算   | スタッド・ランス通算   | スタッド・ランス通算     | 402        | 84         | 49         | 13         | 12         | 2          | 463    | 99     |
| 通算                   | 通算                   | 通算                     | 541        | 123        | 49         | 13         | 34         | 8          | 624    | 144    |

### 代表成績

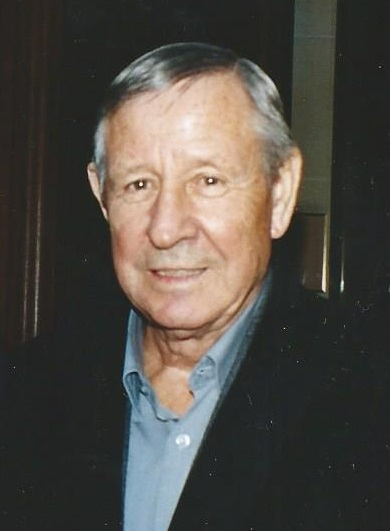
レイモン・コパ（2005年）

| 年   | ワールドカップ | ワールドカップ | 欧州選手権 | 欧州選手権 | 親善試合 | 親善試合 | 通算   | 通算   |
| 年   | 試合数         | 得点数         | 試合数     | 得点数     | 試合数   | 得点数   | 試合数 | 得点数 |
| ---- | -------------- | -------------- | ---------- | ---------- | -------- | -------- | ------ | ------ |
| 1952 | 0              | 0              | 0          | 0          | 5        | 2        | 5      | 2      |
| 1953 | 2              | 1              | 0          | 0          | 4        | 2        | 6      | 3      |
| 1954 | 2              | 1              | 0          | 0          | 4        | 3        | 6      | 4      |
| 1955 | 0              | 0              | 0          | 0          | 6        | 4        | 6      | 4      |
| 1956 | 0              | 0              | 0          | 0          | 1        | 0        | 1      | 0      |
| 1958 | 6              | 3              | 1          | 1          | 0        | 0        | 7      | 4      |
| 1959 | 0              | 0              | 1          | 0          | 3        | 0        | 4      | 0      |
| 1960 | 0              | 0              | 1          | 1          | 2        | 0        | 3      | 1      |
| 1961 | 0              | 0              | 0          | 0          | 3        | 0        | 3      | 0      |
| 1962 | 0              | 0              | 1          | 0          | 3        | 0        | 4      | 0      |
| 通算 | 10             | 5              | 4          | 2          | 31       | 11       | 45     | 18     |

## タイトル

### チームタイトル
スタッド・ランス

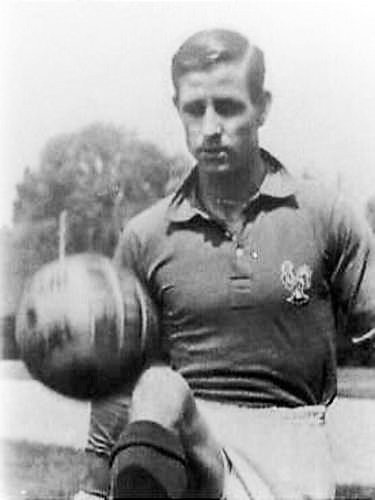
リフティングをするコパ（1960年）

- リーグ・アン優勝：4回 (1952-53, 1954-55, 1959-60, 1961-62)
- リーグ・ドゥ優勝：1回 (1965-66)
- ラテン・カップ優勝：1回 (1953)

レアル・マドリード
- プリメーラ・ディビシオン優勝：2回 (1956-57, 1957-58)
- ラテン・カップ優勝：1回 (1957)
- UEFAチャンピオンズカップ優勝：3回 (1956-57, 1957-58, 1958-59)

### 個人タイトル
- 欧州年間最優秀選手 (1958)
- FIFAワールドカップベストイレブン (1958)
- フランス年間最優秀選手賞 (1960)
- レジオンドヌール勲章 (1970)
- 20世紀世界最優秀選手 43位 (国際サッカー歴史統計連盟 1999)
- 20世紀の偉大なサッカー選手100人 91位 (ワールドサッカー 1999)
- UEFA会長賞 (2010)